# Raión de Chavusy
Chavusy (en bielorruso: Чавускі раён) es un raión o distrito de Bielorrusia, en la provincia, vóblast de Maguilov.

## Demografía
Según estimación de 2010 contaba con una población total de 21242 habitantes.